# 순체
순체(荀彘, ? ~ 기원전 108년)는 전한 중기의 군인으로, 태원군 광무현(廣武縣)사람이다.

## 생애
뛰어나게 말을 모는 것으로 인하여 천자를 알현하고 시중(侍中)이 되었다. 교위(校尉)가 되어 여러 번 대장군 위청(衛靑)을 따라갔다. 원봉 3년 (기원전 108년) 좌장군이 되어 조선을 쳤으나 공(功)이 없었다. 누선장군(樓船將軍) 양복을 체포함으로 인하여 법에 따라 죽었다.
원봉 2년(기원전 109년), 무제는 죄인을 뽑아 조선을 치기로 하고, 그 해 가을, 누선장군 양복과 좌장군 순체를 보냈다. 양복은 옛 제나라 땅으로부터 보하이 해를 건너니 군사가 5만에 달했다. 순체는 요동에서 나왔다. 이에 대항하여, 우거는 군사를 풀어 험한 곳에서 막았다. 좌장군의 졸정(卒正) 다(多)가 요동의 병사를 이끌고 먼저 방종(放縱)하다가, 패하여 흩어지고, 다는 달려서 되돌아오니, 법에 따라 참수되었다. 좌장군 순체는 조선 패수의 서쪽 군을 공격하였으나, 능히 깨뜨리지 못했다.
한 무제의 사자 위산(衛山)의 화친 제의가 실패한 후, 좌장군은 패수 상류의 군을 격파하고, 곧 나아가 성 아래에 이르러 그 서북쪽을 포위하였다. 누선장군도 역시 가서, 모여서 성 남쪽에 자리잡았다. 그러나, 우거가 마침내 수개월을 견고하게 지켜내니 능히 없애지를 못했다.
한 무제는 누선장군·좌장군, 두 장수로는 전황이 유리하지 않다고 생각하고, 위산을 보내어 군대의 위엄으로써 가서 우거를 타일렀다. 우거는 사자를 뵙고 우거는 머리를 땅에 닿도록 꾸벅이며 사죄하여 말하기를, “항복을 원하였으나, 두 장수께서 사술을 써서 저를 죽이실까 두려웠습니다. 지금 믿을 만한 징표를 뵈옵고, 항복하기를 청하나이다.” 하였다. 태자(太子)를 보내어 입조(入朝)하여 사죄하고, 말 오천필을 바쳤고, 또한 군량(軍糧)를 보냈다. 사람들 만여 명이 무기를 들고 패수를 막 건너려 하자, 사자 위산과 좌장군은 변고가 있을 것을 의심하여 태자에게, 이미 항복했으니 사람들이 마땅히 무기를 소지하지 말라고 말했다. 태자 역시 사자(使者)와 좌장군이 사술을 써서 그를 죽이지 않을지 아닐지 의심하여 마침내 패수를 건너지 않고 다시 군사를 이끌고 돌아갔다. 위산이 돌아가 한 무제에게 이를 알리니, 한 무제가 위산의 목을 베어 죽였다.
좌장군은 패수 상류의 위만조선군을 격파하고, 곧 나아가 왕검성 아래에 이르러 그 서북쪽을 포위하였다. 누선장군도 역시 가서, 모여서 왕검성 남쪽에 자리잡았다. 우거가 마침내 수개월을 견고하게 지켜내니 능히 없애지를 못했다.
좌장군은 원래 시중(侍中)이었고, 천자의 총애를 받았으며, 연나라와 대나라의 병졸을 거느렸고, 사나웠으며, 승세를 타고 있었고, 그의 군사들은 많이 교만했다. 반면에, 누선장군 양복은 우거와의 전쟁에 소극적으로 임하였다. 이러한 상황에서 순체가 위만조선을 급하게 치니, 위만조선의 대신(大臣)은 이에, 몰래 아랫사람을 시켜 양복에게 항복을 약속하였고 왕래하며 논의하였으나, 여전히 긍정적으로 결정하지 못하였다. 좌장군은 누선장군과 여러 차례 전쟁을 치를 것을 기약하였으나, 누선장군은 급하게 그 조선대신과의 약속을 성취하려 하였으므로, 의견이 일치되지 않았다. 좌장군 역시 아랫사람을 시켜, 그 사이, 위만조선을 물리치고 항복시키려 했으나, 위만조선은 수긍하지 않았고, 위만조선 대신의 마음은 누선장군을 따랐다. 이런 이유로 두 장수는 서로 협력이 불가능했다. 좌장군의 마음 속에는 누선장군이 예전에 군사를 잃은 죄가 있다는 사실이 있었고, 지금 조선과 사사로이 친하니, 또한 위만조선이 항복하지 않으므로, 그 어떤 배반하려는 계획이 있는 것인지 의심스러웠으나, 감히 드러내지는 않았다. 한 무제가 이르기를, “장수들이 능력이 없어 예전에 위산을 보내어 우거를 항복하도록 회유하자, 우거는 태자를 보냈다. 위산이 행하였으나, 스스로 결정할 능력이 없었고, 좌장군과 일을 꾀하였으나, 서로 그르쳐, 마침내 약속을 깼다. 지금 두 장수가 성(城)을 포위하고는 있으나 또한, 서로 맞지 않고 달라서, 오래되도록 결정이 나지 않았다.” 하였다. 이러한 까닭에, 한 무제는 이를 바로잡게 하려고 제남태수 공손수(公孫遂)를 보내어, 편의를 가지고 이로써 일을 맡기에 이르렀다. 공손수가 도착하니 좌장군이 이르기를, “조선이 당연히 항복하여야 함이 오래이나, 항복하지 아니함에는 어떤 정황이 있습니다.”라 하였다. 순체가 누선장군에게 여러 차례 기약을 말하였으나, 누선장군과의 의견이 일치되지 않았고, 원래 뜻하던 바에 의하여 일일이 공손수에게 고하여 이르기를, “이제 이와 같이 취하지 아니하니, 큰 해가 될까 두렵습니다. 누선장군은 혼자가 아니고 또한, 장차 조선과 함께 우리 군을 멸할 것입니다.”라고 말했다. 공손수 역시 이를 그렇다고 여기고 나서, 부절(符節)로서, 누선장군을 좌장군 진영에 들어 오도록 소환하여 일을 꾸몄다. 즉, 좌장군 휘하에게 누선장군 및 그의 군사(軍士)의 체포를 집행하도록 명하였다. 이를 한 무제에게 보고하자, 한 무제는 공손수를 죽였다.
좌장군은 그 후 양군(兩軍)을 아울러 위만조선을 급히 쳤다. 조선상(朝鮮相) 노인(路人) 등이 우거를 배반하고 한나라에 항복한 사이, 왕검성에서는 우거의 대신(大臣) 성기(成己)가 병권을 장악했으나, 좌장군이 우거의 아들 장항(長降)과 노인의 아들 최(最)를 시켜 그 백성을 하소연하고 타일러, 성기를 죽이니 이로써 마침내 위만조선을 평정하고 한사군(漢四郡)이 설치되었다.
그 뒤, 좌장군 순체는 전쟁에서 공(功)을 다투고 누선장군 양복과 서로 질투하였다는 죄목으로 기시되었다.

## 순체이 등장한 작품
- 《한국사기》(KBS, 2017년~2017년, 배우:하이석

## 참고 문헌
- 사마천 (기원전1~2세기). 〈권제115 조선열전(朝鮮列傳) / (漢文本)〉. 《사기》.